# نازی ناز کن
نازی ناز کن نام دومین آلبوم ابی است که در سال ۱۹۹۱ توسط شرکت ترانه روی سی‌دی منتشر شد. شرکت ترانه در سال ۱۹۸۴ این آلبوم را با عنوان باغ بلور (ابی ۱) بر روی نوار کاست منتشر کرده بود.
این آلبوم شامل گزیده‌ای از ترانه‌های پیش از انقلاب ابی است.
پیش از انقلاب این آثار یا به صورت تک‌آهنگ یا به انتخاب شرکت‌های مختلف موسیقی پخش شده بود اما پس از انقلاب زیر نظر ابی دوباره منتشر شدند.
ترانهٔ نازی ناز کن که نام آلبوم از این ترانه بر گرفته شده با شعری از فرهاد شیبانی، تنظیم از اریک (موزیسین فرانسوی) و آهنگسازی تورج شعبانخانی ساخته شده است. آهنگ این ترانه کاوری از آهنگ ترانه Lay Lady Lay, از Bob Dylan می‌باشد. 

## ترانه‌ها
در آلبوم نازی ناز کن ۱۱ ترانه وجود دارد که مشخصات آن‌ها به شرح زیر است:
| #  | نام ترانه      | ترانه‌سرا        | آهنگساز        | تنظیم‌کننده     |
| -- | -------------- | --------------- | -------------- | -------------- |
| ۱  | نازی ناز کن    | فرهاد شیبانی    | تورج شعبانخانی | اریک آرکانت    |
| ۲  | پوست شیر       | ایرج جنتی عطایی | واروژان        | واروژان        |
| ۳  | کندو           | ایرج جنتی عطایی | واروژان        | واروژان        |
| ۴  | بدرقه          | منصور تهرانی    | سیاوش قمیشی    | آندرانیک       |
| ۵  | شب مرد تنها    | لیلا کسری       | فریدون خشنود   | منوچهر چشم آذر |
| ۶  | میلاد          | لقمان ادهمی     | لقمان ادهمی    | اریک آرکانت    |
| ۷  | باغ بلور       | منصور تهرانی    | حسن شماعی زاده | ناصر چشم‌آذر    |
| ۸  | باد و بیشه     | فرهاد شیبانی    | تورج شعبانخانی | اریک آرکانت    |
| ۹  | سادگی مرا ببخش | اردلان سرفراز   | آندرانیک       | آندرانیک       |
| ۱۰ | سایه           | ایرج جنتی عطایی | بابک بیات      | واروژان        |
| ۱۱ | شب زخمی        | منصور تهرانی    | سُلی            | اریک آرکانت    |